# Comté d'Autauga
Le comté d'Autauga (Autauga County en anglais) est un comté  des États-Unis, situé dans l'État  de l'Alabama. Selon le Bureau du recensement des États-Unis, sa population était de 58 805 habitants en 2020. Le siège du comté est Prattville.
Le comté fait partie de l'aire métropolitaine de Montgomery.

## Histoire
Le comté d'Autauga est établi le 21 novembre 1818, un an après que l'Alabama est devenu le 22e État des États-Unis. Au moment de son établissement, le comté comprend l'actuel comté d'Autauga, le comté d'Elmore et le comté de Chilton. À cette époque, une tribu amérindienne (les Autauga) vit dans cette région, principalement dans un village nommé Atagi (signifiant eau pure). Les Autauga sont les membres de la tribu Alabama. Ils envoient beaucoup de guerriers lutter contre Andrew Jackson lors de la Guerre des Creeks. Le Comté d'Autauga est un morceau du territoire cédé par les Creeks par la signature du traité de Fort Jackson en 1814. Le premier siège du comté est Jackson's Mill, le temps de décider qu'il s'installe à Washington, sur l'ancien site d'Atagi, dans le sud-ouest du comté. En 1830, le siège déménage à Kinston, qui occupe une position plus centrale et la ville de Washington vit sa population décroître pour finalement disparaître à la fin des années 1830.
Daniel Pratt est arrivé au comté d'Autauga en 1833 et fonda la ville de Prattville, au nord d'Atagi. Sa fabrique, dans laquelle il séparait la fibre du coton de reste, devint la plus importante manufacture de ce type au monde et donc d'Alabama. Ce fut dans cette fabrique, et avec son soutien financier, que les Prattville Dragoons, une unité de combat de la Confédération, ont été organisés en prévision de la guerre civile. Parmi les autres unités formées dans le comté d'Autauga incluses l’Autauga Rifles (Autaugaville), The John Steele Guards (à l'ouest du comté) et les Varina Rifles (au nord du comté). Aucun des combats de la guerre civile n'atteignit le comté d'Autauga et Pratt réussit à assurer le payement de la dette au nord après la guerre, diminuant ainsi les effets de la période de Reconstruction dans le comté.
Charles Atwood, un ancien esclave appartenant à Daniel Pratt acheta une maison dans le centre de Prattville dès l'émancipation et fut l'un des investisseurs ayant fondé la South and North Railroad. L'existence d'une puissante famille afro-américaine détenant des terres en Alabama dans les années 1860 est exceptionnelle.
En 1866 et 1868, les comtés d'Elmore et de Chilton ont été séparés du comté d'Autauga et le siège du comté fut déplacé là où la concentration de population était la plus importante, à Prattville, où la cour de justice fut achevée par le constructeur George L. Smith en 1870. En 1906, une nouvelle et plus grande cour de justice fut érigée dans un style roman richardsonien un bloc au nord de l'ancienne. Le bâtiment a été dessiné par la Bruce Architectural Co. de Birmingham et construite par Dobson & Bynum de Montgomery.

## Géographie
Selon le Bureau du recensement des États-Unis, le comté a une superficie totale de 1 566 km² (604 mi²) : 1 544 km2 de terre et 22 km2 d'eau (1,4 %).

### Situation

#### Comtés limitrophes
| Comté de Chilton | Comté de Chilton | Comté d'Elmore      |
| Comté de Dallas  | Comté d'Autauga  | Comté d'Elmore      |
| Comté de Dallas  | Comté de Lowndes | Comté de Montgomery |

### Urbanisme

#### Municipalités

##### Villes
- Millbrook (en partie puisqu'une partie de Millbrook est située dans le comté d'Elmore)
- Prattville (idem)

##### Villages
- Autaugaville
- Billingsley

##### Communautés non-incorporées
- Bethel Grove
- Bonita
- Booth
- Browntown
- Country Club Estates (communauté non-incorporée au sein de Prattville)
- Dosterville (communauté non-incorporée au sein de Prattville)
- Evergreen
- Forester
- Fremont
- Haynes
- Hungting Ridge (communauté non-incorporée au sein de Prattville)
- Independence
- Joffre
- Jones
- Live Oaks (communauté non-incorporée au sein de Pratville)
- Marbury
- Melmar (communauté non-incorporée au sein de Prattville)
- Milton
- Mount Sinai
- Mulberry
- New Prospect
- Oak Grove
- Old Kingston
- Overlook (communauté non-incorporée au sein de Prattville)
- Pate (communauté non-incorporée au sein de Prattville)
- Peace
- Pine Flat
- Pine Level
- Poseys Crossroads
- Prattmont (communauté non-incorporée au sein de Prattville)
- Pyron
- Rollins
- Statesville
- Stoney Point
- Upper Kingston (communauté non-incorporée au sein de Prattville)
- Vida
- Vida Junction
- Vine Hill
- Wadsworth
- Washington Hill
- White City
- White Water
- Willowbrook (communauté non-incorporée au sein de Prattville)
- Winslow
- Woodland Heights

##### Ancienne communauté non-incorporée
- Gibbons

#### Transports
Les principales routes du comté sont :  Interstate 65,  U.S. Route 31,  U.S. Route 82,  State Route 14,  State Route 143.
Le comté possède un aérodrome, le Prattville-Grouby Field à Prattville qui comporte une piste asphaltée (9/27, 5 400 pieds).

## Population et société

### Démographie
Au recensement de 2000, le comté d'Autauga compte 43 671 habitants (48,6 % d'hommes et 51,4 % de femmes).
80,7 % de la population sont Blancs, 17,1 % sont Noirs ou Afro-américains, 0,4 sont Amérindiens ou originaires de l'Alaska, 0,3 % sont Océaniens et 0,5 % sont Asiatiques. 0,9 % de la population sont de deux races différentes. 1,4 % de la population était hispanique.
Il y a 17 662 logements dans le comté, dont 90,6 % sont occupés. 80,8 % des logements occupés le sont par les propriétaires.
Parmi les 16 003 ménages peuplent le comté, 39,10 % ont des enfants de moins de 18 ans avec eux, 60,3 % étaient des couples mariés, 13,1 % étaient constitués d'une femme sans son conjoint, et 22,8 % n'était pas des familles. 19,9 % des ménages étaient composés d'une seule personne et 7,60 % concernait une personne de plus de 65 ans ou plus vivant seul. La taille moyenne du ménage est de 2,71 personnes. La taille moyenne des familles est de 3,12 personnes.
Dans le comté, la répartition par tranche d'âge de la population est comme suit : 28,60 % en dessous de 18 ans, 8,0 % de 18 à 24 ans, 30,70 % de 25 à 44 ans, 22,5 % de 45 à 64 ans et 10,20 % de 65 ou plus. L'âge moyen est 35,1 ans.
| 1820  | 1830   | 1840   | 1850   | 1860   | 1870   | 1880   | 1890   |
| ----- | ------ | ------ | ------ | ------ | ------ | ------ | ------ |
| 3 853 | 11 874 | 14 342 | 15 023 | 16 739 | 11 623 | 13 108 | 13 330 |

| 1900   | 1910   | 1920   | 1930   | 1940   | 1950   | 1960   | 1970   |
| ------ | ------ | ------ | ------ | ------ | ------ | ------ | ------ |
| 17 915 | 20 038 | 18 908 | 19 694 | 20 977 | 18 186 | 18 739 | 24 460 |

| 1980   | 1990   | 2000   | 2010   | 2020   | - | - | - |
| ------ | ------ | ------ | ------ | ------ | - | - | - |
| 32 256 | 34 222 | 43 671 | 54 571 | 58 805 | - | - | - |

### Éducation
Toutes les écoles publiques sont dirigées par l'Autauga County School System.
18 % de la population de plus de 25 ans sont au moins détenteurs du premier diplôme universitaire et 17,1 % de la population de plus de 18 ans ont servi dans l'armée américaine.

## Politique

### Élections en 2008
Lors de l'élection présidentielle de 2008, 17 403 suffrages (74 %) vont au candidat républicain John McCain, pour 6 093 (26 %) au démocrate Barack Obama.
Aux élections sénatoriales de 2008, le sénateur républicain sortant Jeff Sessions est réélu avec 17 941 voix (77 %) contre 5 316 (23 %) pour la démocrate Vivian Davis Figures.
Les élections à la Chambre de 2008, le comté d'Autauga faisant partie du 2d district congressionnel d'Alabama, voient le candidat républicain Jay Love devancer son rival démocrate Bobby Bright avec 13 791 voix (59 %) contre 9 518 (41 %).

## Culture et patrimoine

### Registre national des sites historiques
|   | Nom                              | Image | Enregistrement   | Location                                                                                       | Ville        | Description                                    |
| - | -------------------------------- | ----- | ---------------- | ---------------------------------------------------------------------------------------------- | ------------ | ---------------------------------------------- |
| 1 | Bell House                       |       | 12 février 1999  | 550 Upper Kingston Rd. 32° 28′ 17″ N, 86° 28′ 40″ O                                            | Prattville   | Maison de style Queen Anne construite en 1893. |
| 2 | Daniel Pratt Historic District   |       | 30 août 1984     | Grossièrement bordé par les Northington Rd. et 1st, 6th, Bridge, et Court Sts.                 | Prattville   |                                                |
| 3 | Lassiter House                   |       | 17 juillet 1997  | County Road 15, 0,8 km au nord de sa jonction avec State Route 14 32° 28′ 20″ N, 86° 48′ 18″ O | Autaugaville | Une I-house de 1825                            |
| 4 | Montgomery-Janes-Whittaker House |       | 25 octobre 1974  | Sud de Prattville près de la State Route 14 32° 25′ 28″ N, 86° 27′ 07″ O                       | Prattville   |                                                |
| 5 | Mount Sinai School               |       | 29 novembre 2001 | 1820 County Road 57 32° 33′ 01″ N, 86° 32′ 43″ O                                               | Prattville   |                                                |

### Alabama Register of Landmarks and Heritage
En 2004, la commission historique de l'Alabama recense 14 propriétés listées dans son registre.

### Résidents notables
- Samuel Smith Harris, (1841-1888), né dans le comté d'Autauga, clerc presbytérien, fondateur et éditeur du magazine Living Word, et évêque du diocèse de Michigan[5].
- Wilson Pickett, né à Prattville (Alabama), artiste connu pour avoir chanté In the Midnight Hour et Mustang Sally.

## Sources

## Compléments